# Сарачени, Карло
Карло Сарачени (итал. Carlo Saraceni; 1579, Венеция — 16 июня 1620, Венеция) — итальянский живописец венецианской школы по прозванию «Карло Венецианец» (Carlo Veneziano). Караваджист.

## Биография
С 1597 года Сарачени работал в Риме, однако его индивидуальный стиль сформировался в Венеции, в традициях живописной культуры венецианской школы XVI века: Якопо Бассано, Якопо Пальма-иль-Джоване, Савольдо, Джузеппе Чезаре (Кавалера д’Арпино). В последующие годы он испытал влияния, с одной стороны болонского академизма Аннибале Карраччи и Доменикино, а с другой — Караваджо и немецкого художника Адама Эльсхаймера, прибывшего в Венецию из Франкфурта в 1598 году, а затем переехавшего в Рим в 1600 году.
В 1607 году Карло Сарачени поступил в Академию Святого Луки в Риме. Он никогда не бывал во Франции, хотя свободно говорил по-французски и имел французских последователей, следовал французской моде в одежде. Сарачени был итальянским учителем лотарингского художника Жана Леклерка.
Сарачени, вместе с художником Орацио Борджианни, называли лидером движения караваджистов. Сарачени оказался и втянутым в скандал, связанный с неуравновешенным поведением самого Караваджо. 29 мая 1606 года спор на площадке для игры в мяч перерос в драку, в ходе которой был убит Рануччо Томассони. В убийстве был обвинён Караваджо. Папа Павел V объявил художника «вне закона», его теперь мог убить любой человек и даже получить за это вознаграждение. 2 ноября 1606 года непримиримый противник Караваджо, живописец Джованни Бальоне обвинил Сарачени и Борджанни, как «сторонников Караваджо», в нападении на него. Обвинение было придумано для того, чтобы воспрепятствовать избранию Сарачени в Академию Святого Луки.
Ещё одна история связала имя Сарачени с Караваджо. В 1604—1606 годах Караваджо написал для кармелитской церкви Санта Мария делла Скала в Риме картину «Смерть Марии». Это произведение вызвало скандал. Караваджо заподозрили в том, что он использовал в качестве натурщицы проститутку, утонувшую в Тибре, поэтому кармелиты отказались принять картину, заявив, что она лишена должного приличия и граничит с ересью (ныне картина хранится в парижском Лувре). Взамен отвергнутой Сарачени написал свой вариант алтарного образа «Смерть Марии», который был помещён в церкви. 
Живописный стиль Карло Сарачени формировался между 1606 и 1610 годами, на него повлияли драматическое освещение картин Караваджо, монументальные фигуры, натуралистические детали. Поэтому Сарачени был рано причислен не только к числу первых караваджистов, но и тенебристов.
В 1616—1617 годах Сарачени работал над фресками для «Sala Regia» Квиринальского дворца. В 1618 году он писал фрески для церкви Санта-Мария-дель-Анима.
В 1620 году художник вернулся в Венецию, где получил престижный заказ на картину для Зала Большого Совета (Maggior Consiglio) Дворца дожей. Скончался в Венеции от сыпного тифа 16 июня 1620 года.

## Избранные работы
- Венера и Марс. 1605—1610, Художественный музей Сан-Паулу
- Отдых на пути в Египет. 1606, Монастырь Камальдоли, Фраскати
- Падение Икара. Музей Каподимонте, Неаполь
- Мадонна с Младенцем и Св. Анной. 1610, Национальная галерея старого искусства, Рим
- Видение Св. Франциска. Старая пинакотека, Мюнхен
- Ангел и Св. Чечилия. Национальная галерея старинного искусства, Рим
- Мадонна с Младенцем, Св. Анной и ангелом. Ок. 1608—1610, Художественная академия Гонолулу
- Рождество. Резиденцгалерея, Зальцбург

## Галерея

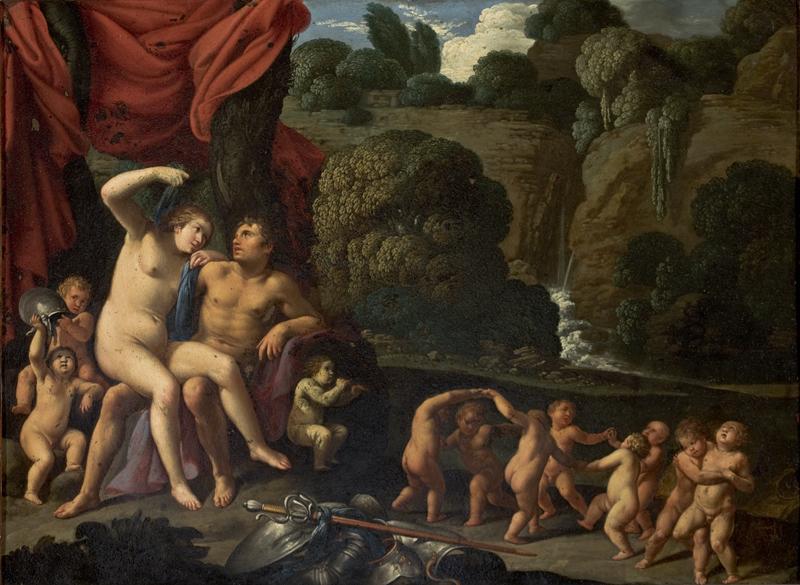
Венера и Марс. 1605—1610, Художественный музей Сан-Паулу
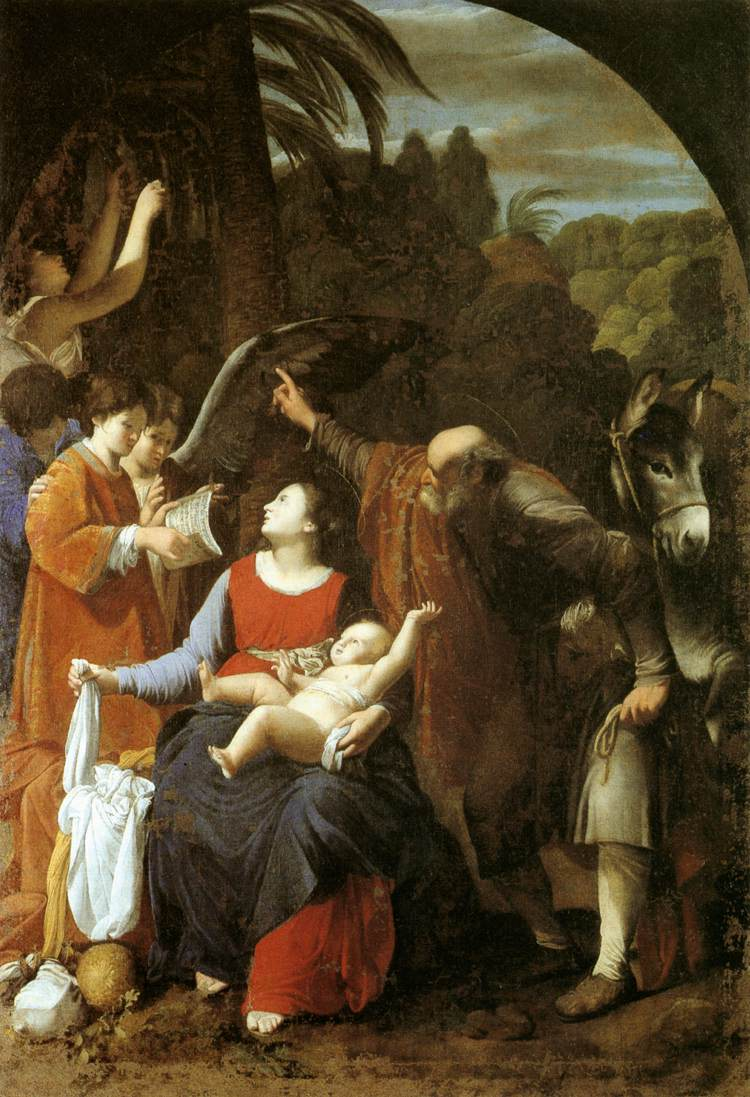
Отдых на пути в Египет. 1606, Монастырь Камальдоли, Фраскати
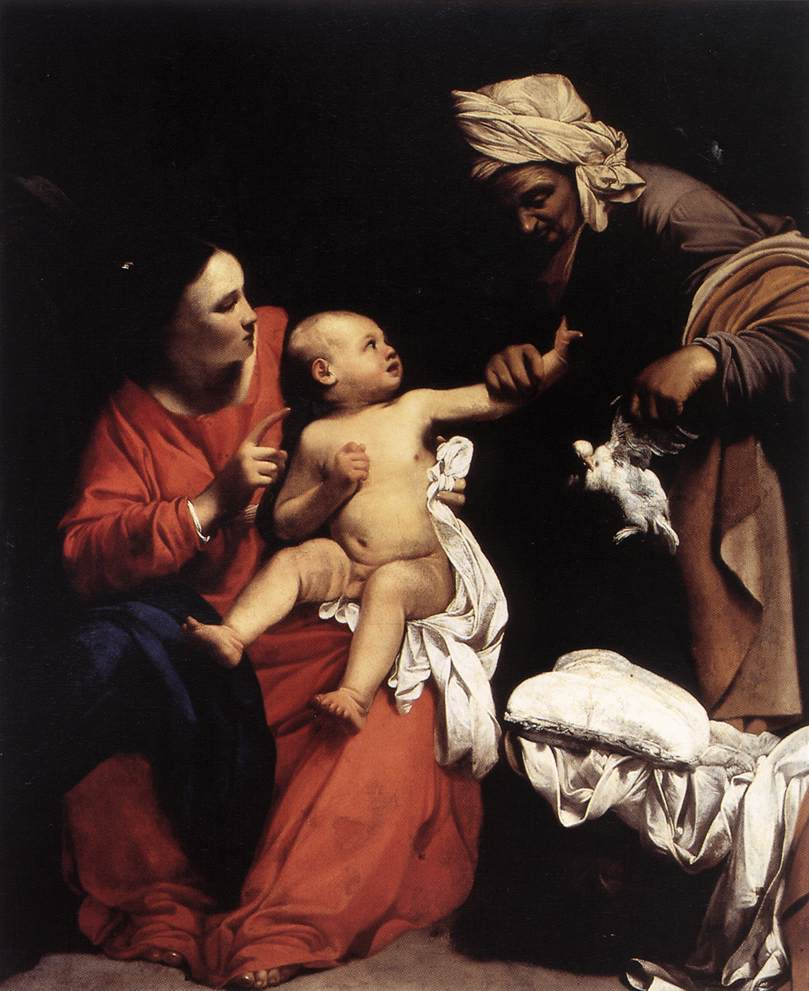
Мадонна с Младенцем и Св. Анной. 1610, Национальная галерея старинного искусства, Рим
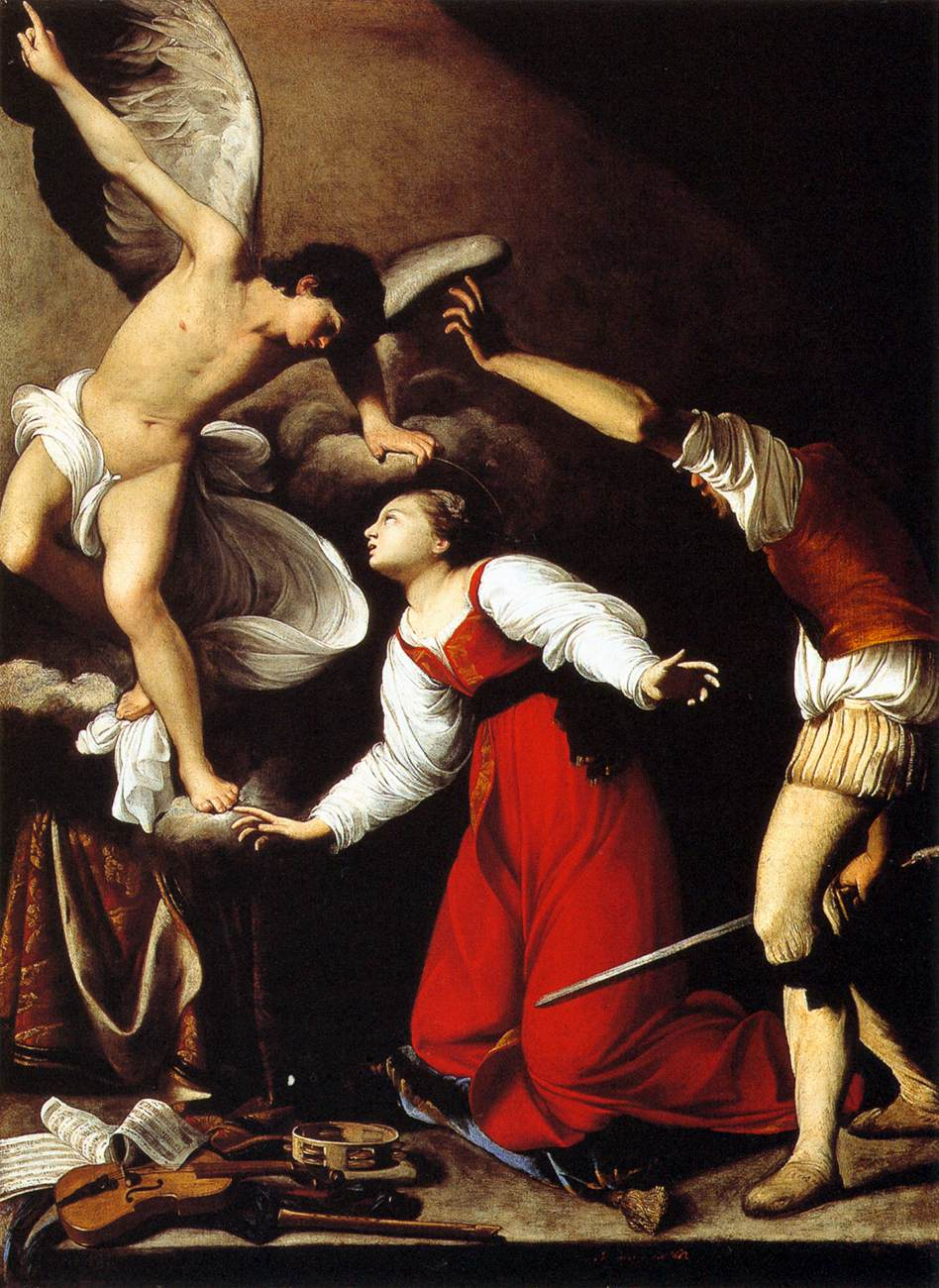
Мученичество Св. Чечилии. Ок. 1610, Музей искусств округа Лос-Анджелес
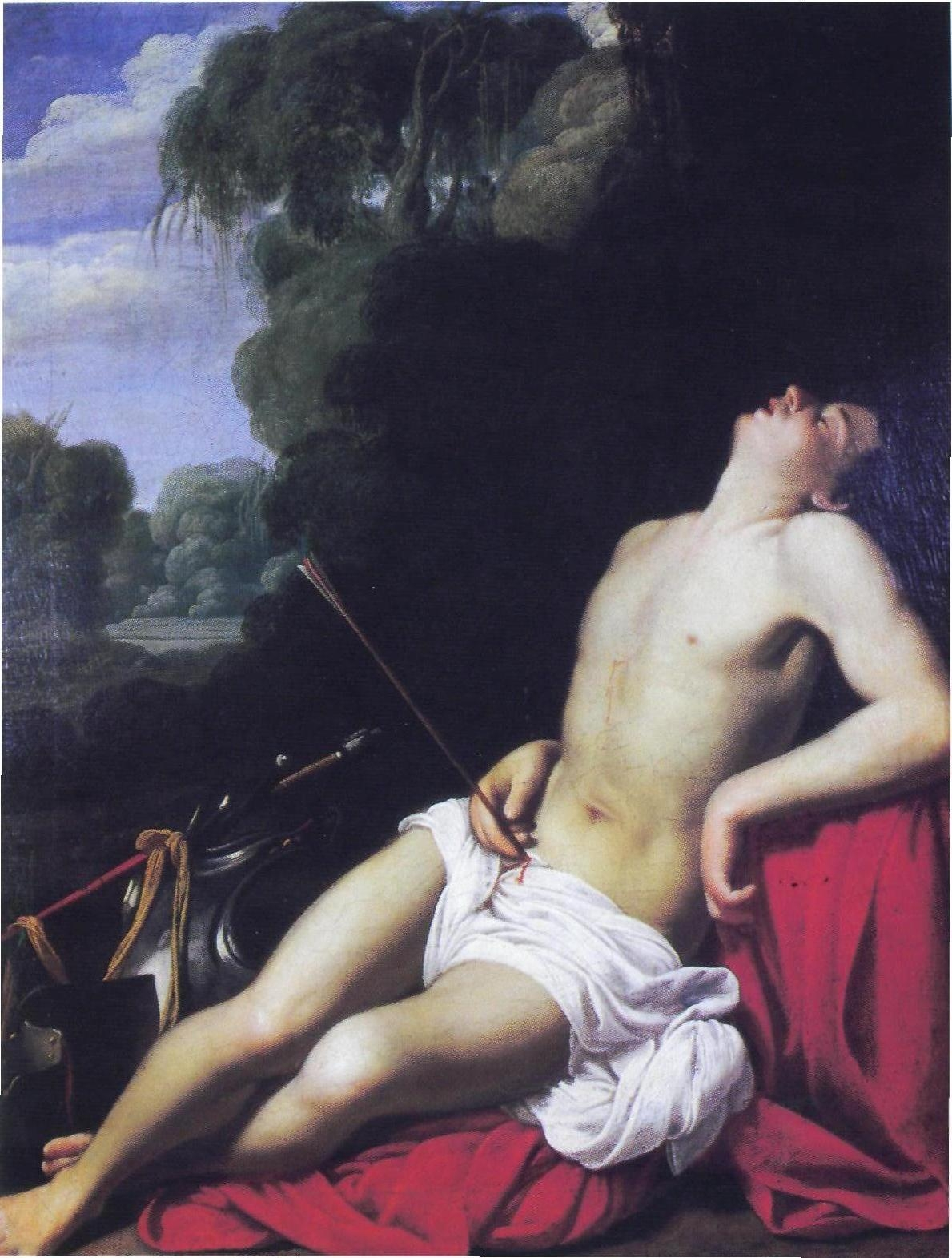
Святой Себастьян. Ок. 1612, Музей Пражского града
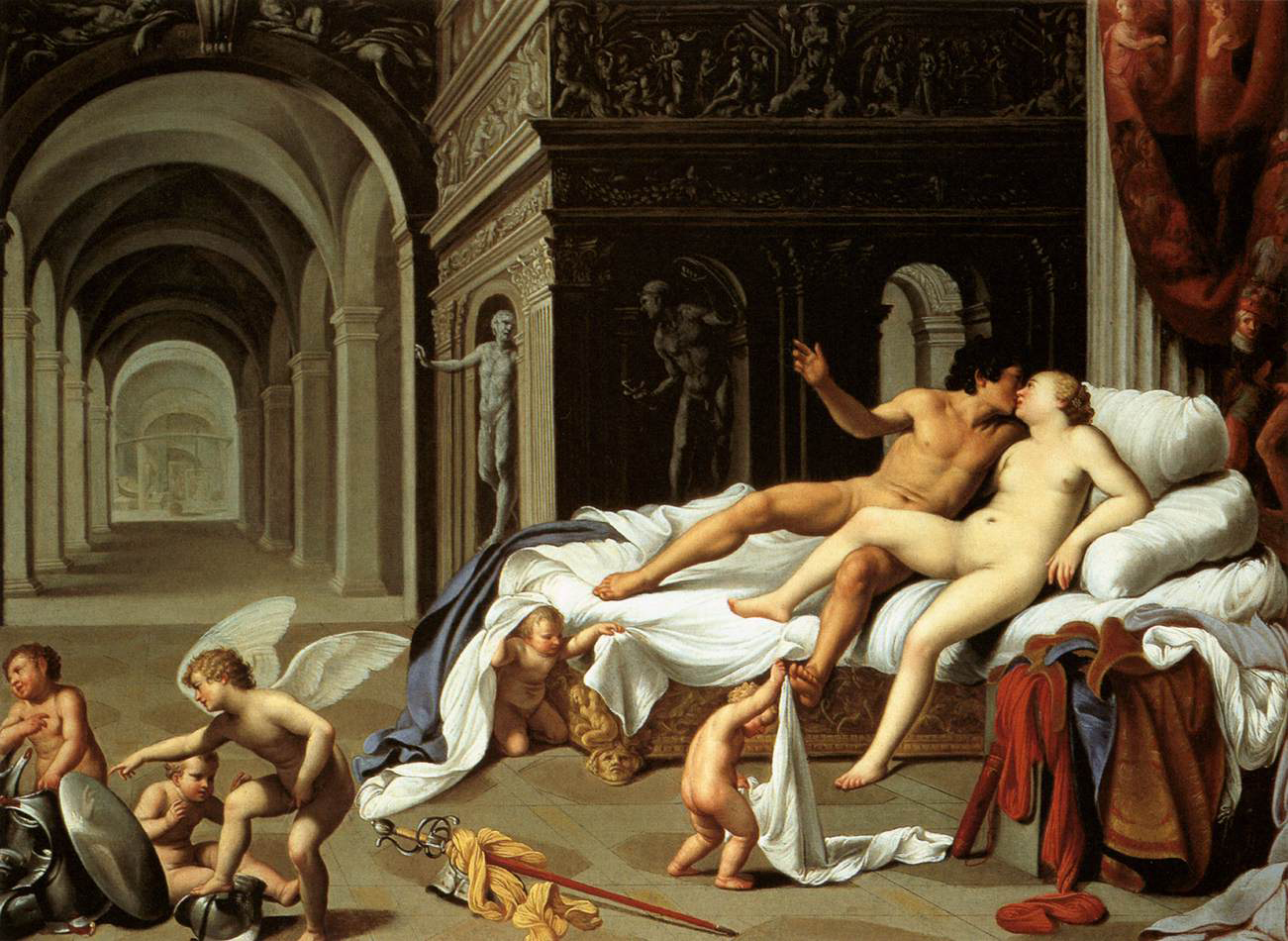
Венера и Марс. 1600, Музей Тиссена-Борнемисы, Мадрид
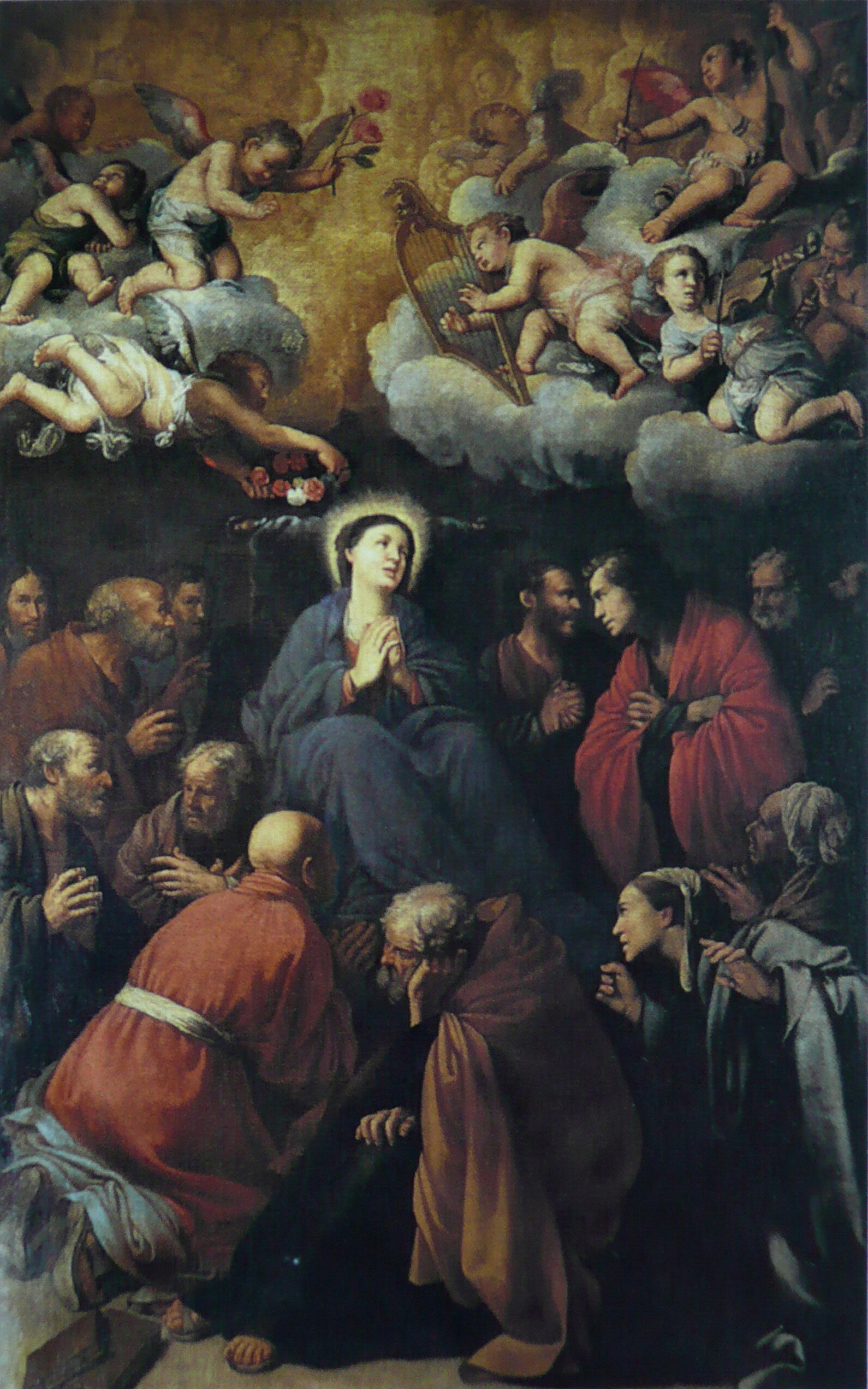
К. Сарачени. Смерть Марии. 1610. Холст, масло. Капелла Вознесения Мадонны, церковь Санта-Мария-делла-Скала, Рим